# 레소토의 행정 구역

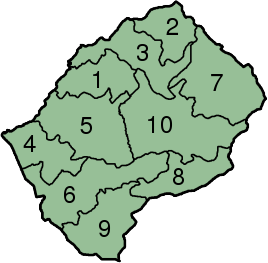
레소토의 행정 구역

레소토는 10개 구로 구성되어 있으며 이들 구는 다시 80개 선거구와 129개 지방 평의회로 나뉜다. 구 이름은 각 구의 행정 중심지 이름에서 유래된 이름이다.

## 행정 구역 목록
1. 베레아 구 (Berea)
2. 부타부테 구 (Butha-Buthe)
3. 레리베 구 (Leribe)
4. 마페텡 구 (Mafeteng)
5. 마세루 구 (Maseru)
6. 모할레스후크 구 (Mohale's Hoek)
7. 모코틀롱 구 (Mokhotlong)
8. 카차스네크 구 (Qacha's Nek)
9. 쿠팅 구 (Quthing)
10. 타바체카 구 (Thaba-Tseka)

## 같이 보기
- ISO 3166-2:LS